# 南野彼方
南野彼方，日本男性插畫家、漫畫家。出身於岐阜縣。從事漫畫創作筆名田仲康二（たなか こうじ）。

## 人物簡介
從事插畫家之前當過上班族，2002年開始參加電子遊戲的人物設計或原畫工作。代表作是負責遊戲《瑪比諾×風格》（KID製作）的原畫。
2007年在《月刊Comic RUSH》（JIVE）11號和12月號發表短篇「C×C（×）」的前篇、後篇（原作：秋崇志）成為當漫畫家的出道作。

## 主要作品

### 原畫
- （FAIRYTALE月星組）[1]
- 瑪比諾×風格（日语：マビノ×スタイル）（KID）
- Dear Pianissimo refrain（工畫堂工作室）[2]
- 歡迎來到Pia Carrot!! 3.3（日语：Piaキャロットへようこそ!!3）

### 插畫
- -誘惑-（狩野鏡著，〈Super Dash文庫〉，集英社）
- 世界充滿了惡魔嗎？，原名《？》（相原晶（日语：相原あきら）著，〈電擊文庫〉，ASCII Media Works／KADOKAWA）
- 地獄少女 變化的彼岸花（天羽沙夜著，〈Fami通文庫〉，enterbrain／KADOKAWA）
- 星詠（川口士著，〈一迅社文庫〉，一迅社）

### 其它
- 萌的CG教室（於《Gamelabo（日语：ゲームラボ）》負責2002年1月號－2003年3月號的附錄漫畫）
- 軟綿綿科學（日语：ふわふわ科学），原名（先在《Manga Time Kirara MAX》2011年1－2月號以短篇形式發表，之後開始在同年5月號連載至2013年5月號完結）※田仲康二名義。

## 交流關係
- 小林盡（漫畫《校園迷糊大王》《夏日風暴！》作者，曾以嘉賓身份參加南野的同人創作。而南野在小林連載《夏日風暴！》期間曾經支援參與）

## 外部連結
- BLUELIGHTNING（页面存档备份，存于） （日語）－南野彼方的個人官方網站。